# 石橋鋪駅
石橋鋪駅(せききょうほ-えき、中文表記: 石桥铺站、英文表記: Shiqiaopu Station)は、中華人民共和国重慶市九龍坡区に位置する1号線と5号線の乗換駅で、駅番号は1号線が1/10、5号線が5/14。

## 駅構造
1号線、5号線別に、島式ホームが並んでいる。

### 1号線
| 至朝天門 | ←      | 上り | ← |        |
|          | ホーム |      |   |        |
|          | →      | 下り | → | 至璧山 |

### 5号線
| 至悦港北路 | ←      | 上り | ← |        |
|            | ホーム |      |   |        |
|            | →      | 下り | → | 至跳磴 |

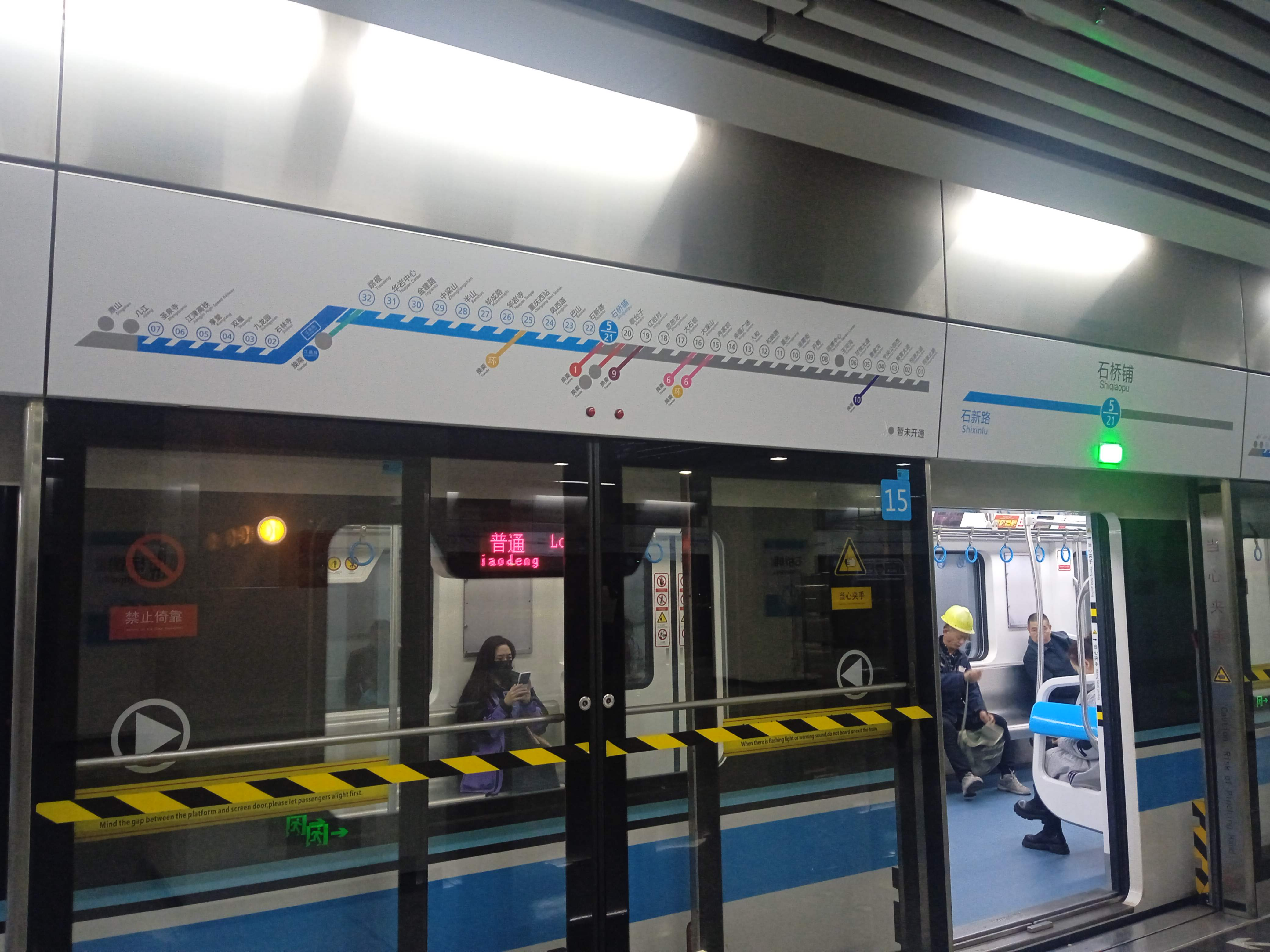
5号線ホーム